# Ai Maeda
Pour les articles homonymes, voir Maeda.
Cet article concerne la chanteuse japonaise. Pour la doubleuse japonaise, voir Ai Maeda (doubleuse).
Ai Maeda (前田 愛, Maeda Ai), née le 4 octobre 1983 à Tokyo, est une actrice et chanteuse japonaise. Son principal rôle est celui de Shiori Kitano dans Battle Royale 2.

## Biographie
Maeda est notable pour avoir joué Shiori Kitano dans le film Battle Royale 2, et pour avoir prêté sa voix à l'anime L'Odyssée de Kino (dans lequel elle y chante la chanson The Beautiful World). Sa sœur cadette se nomme Aki Maeda. Ai Maeda commence sa carrière à l'âge de huit ans, dans une publicité pour McDonald's. Elle entame alors sa carrière, aux côtés de sa sœur Aki Maeda, à l'âge de 16-17 ans, dans de nombreux films et séries télévisées.
Maeda est passionnée de piano, de Tate (combats dans les films) et de la langue anglaise (Ai a étudié au Canada pendant une année en 2000). Elle joue dans le film en 3D Shock Labyrinth 3D réalisé par Takashi Shimizu. Également, elle a suivi des études à l'université Aoyama Gakuin. En 2009, Maeda épouse l'acteur Nakamura Kankurō VI.

## Filmographie
- 1995 : Toire no Hanako-san
- 1998 : Shinsei Toire no Hanako-san
- 1999 : Gamera 3: The Revenge of Iris
- 2000 : Battle Royale (voix)
- 2001 : Godzilla, Mothra and King Ghidorah: Giant Monsters All-Out Attack
- 2003 : Guuzen nimo saiaku na shōnen
- 2003 : Battle Royale II: Requiem
- 2005 : Gokudô no onna-tachi: Jôen
- 2005 : Kamyu nante shiranai
- 2005 : Azumi 2: Death or Love
- 2006 : Kami no Hidarite Akuma no Migite
- 2006 : Mizu ni Sumu Hana
- 2006 : Mizu ni Sumu Hana
- 2006 : Nihon Chinbotsu
- 2006 : Nihon Chinbotsu
- 2006 : Death Note: The Last Name
- 2007 : Gekijo Ban Kino no Tabi: Byoki no Kuni - For You
- 2007 : Purukogi
- 2008 : 4 Shimai Tantei Dan
- 2009 : Higurashi no Naku Koro Ni Chikai (Live Action Movie)
- 2010 : Nanase Futatabi: The Movie

## Discographie
- Night Fly (mini-album)
- The Beautiful World (single)